# Guillermo Landázuri
Guillermo Landázuri Carrillo (Quito, 1940-Quito, 2021) fue un economista y político ecuatoriano que ocupó la presidencia del Congreso Nacional entre 2003 y 2005.

## Biografía
Realizó sus estudios superiores en la Universidad Católica del Ecuador, donde obtuvo el título de economista. Posteriormente realizó un postgrado en Estudios Sociales en la Universidad de La Haya.
Fue uno de los fundadores de la Universidad Católica de Ibarra, la misma que abrió sus puertas en 1976. De 1985 a 1987 fue presidente de la Federación Nacional de Economistas del Ecuador y del Colegio de Economistas de Quito. También fue gerente de la Corporación Financiera Nacional (de 1991 a 1992) y decano de Economía de la Universidad Católica del Ecuador.
Falleció en 2021.

### Vida política
Inició su vida política en las elecciones seccionales de 1996 como candidato de la Izquierda Democrática a la prefectura provincial de Pichincha. Un año después participó infructosamente como candidato a la Asamblea Constituyente de 1997.
En las elecciones legislativas de 1998 fue elegido diputado nacional en representación de la provincia de Pichincha por la Izquierda Democrática. Durante dicho periodo ocupó la vicepresidencia de la comisión legislativa de lo Tributario, Fiscal y Bancaria.
En las elecciones de 2002 fue reelecto al cargo de diputado. Una vez instalado el Congreso fue nombrado primer vicepresidente del mismo. Días más tarde asumió la presidencia del parlamento para el periodo entre 2003 y 2005 ante la negativa del Partido Social Cristiano, que era a quien correspondía la presidencia por ley al ser el partido con más escaños, de asumir el cargo.
Su tiempo a la cabeza del Congreso estuvo empañado por críticas por parte de quienes aseguraban que era controlado por el Partido Social Cristiano, y del intento de juicio político contra el presidente Lucio Gutiérrez, que finalmente fracasó.
Dejó la presidencia del Congreso el 5 de enero de 2005 en medio de una tensa sesión en que se designó al diputado roldosista Omar Quintana como su sucesor. Landázuri había clausurado la sesión luego de que la elección a la presidencia del legislativo de su coideario Wilfrido Lucero fallara. Sin embargo, minutos después de que Landázuri abandonara la sala junto a los diputados opositores al gobierno, la sesión fue retomada por el segundo vicepresidente del Congreso, Jorge Montero Rodríguez, quien dio paso a la aprobación de una moción que reconoció al Partido Roldosista Ecuatoriano como segunda fuerza política y a la designación de Quintana como presidente del Congreso.
A finales de enero de 2005 fue nombrado presidente nacional de la Izquierda Democrática.
En agosto de 2006 renunció al cargo de diputado para presentarse como candidato al Parlamento Andino en las elecciones de octubre del mismo año, pero no resultó elegido.